# 2024年东爪哇地震
在2024年3月22日11时22分（UTC+07:00）印度尼西亚标准时间，印度尼西亚东爪哇省的巴韦安岛近海发生了MW 6.0或Mww 5.6的地震。随后，在世界标准时间15:52时，发生了第二次更大的地震，震级为MW 6.5或Mww 6.4。这次以逆冲为主兼具走滑分量的主震的震源深度为8.5千米。

## 构造环境
美國地質調查局提供的震源机制解显示，两次地震都是沿着东-东北或北-西北走向的浅层左旋走滑型地震。

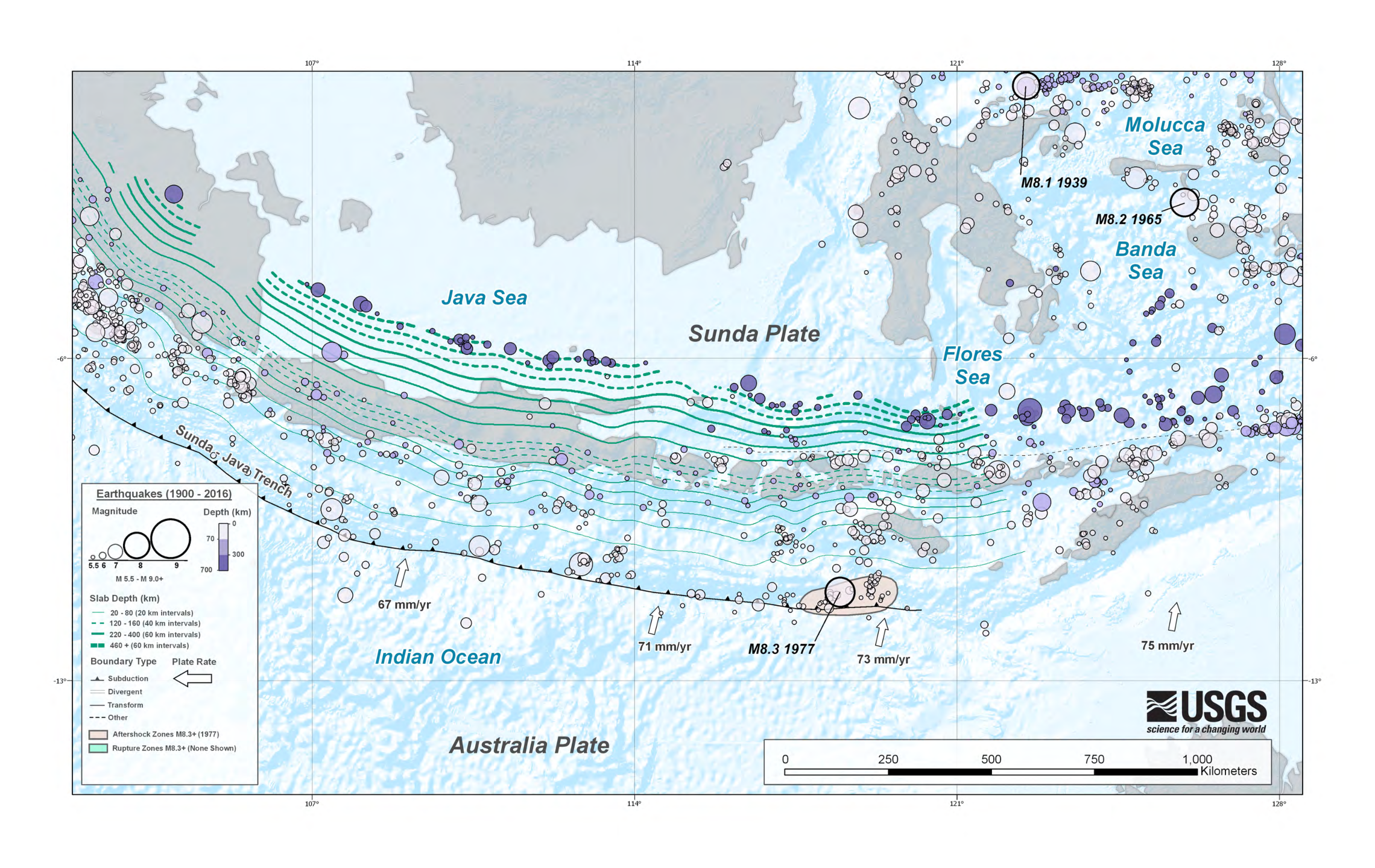
爪哇岛的地质构造

爪哇岛位于一个活跃的聚合边界附近，该边界将北部的巽他板块和南部的澳大利亚板块分隔开来。在以巽他海沟为标志的边界处，向北移动的澳大利亚板块俯冲到巽他板块之下。俯冲带能够产生高达8.7级的地震，而澳大利亚板块也可能在爪哇岛海岸下方的岩石圈中发生更深层次的地震（岩浆岩内地震）。2006年和1994年，俯冲带发生了两次破坏性地震，并引发了海啸。2009年的海沟外侧地震也造成了严重破坏。
与爪哇岛附近的苏门答腊岛板块边界的高度倾斜会聚相比，它接近完全的逆冲交会。然而，在巽他板塊中仍有一小部分左旋走向滑动。实地考察和形态分析表明，西曼迪里断裂带（英語：Cimandiri Fault zone）是一个相对宽阔的断层和褶皱带，已确定有六个区段。断层带较老的部分显示出主要的左旋走向滑动，而较年轻的部分则主要显示出斜向滑动，并混合有逆断层和左旋走向滑动。
有地震学家指出，印度洋东部洋域本身具备的海洋深度、断层上下错动的特征十分有利于巨大海啸的发生，因而该地域具有很高的地震与海啸危险性。

## 伤亡及损失
前震致使巴韦安岛有10人因恐慌症发作住院，另有一人被掉落的瓦砾砸伤，两所房屋和一个村委会被毁，30所房屋、两座清真寺、一所医院和两所学校受损。
主震致使4人受伤。至少有 331 所房屋被毁，另有2,062所房屋、88个宗教场所、62 所学校和 5 家医院受损。